# Wo bleibt die Moral, mein Herr?
Wo bleibt die Moral, mein Herr? (Originaltitel: Le Farceur) ist eine französische Komödie aus dem Jahre 1960. Regie führte Philippe de Broca.

## Handlung
Edouard lebt bei seinem Onkel Théodose, der zusammen mit seiner Familie lebt und mit ihr eine Schauspieltruppe gegründet hat. Eines Tages lernt Edouard die reiche, verheiratete Hélène kennen, in die er sich verliebt und die er unter anderem auch auf einen Rummelplatz einlädt. Als Edouard Hélène zuhause vorstellen möchte, fühlt sie sich bei ihm unwohl und bricht die Beziehung ab. Zuerst empfindet Edouard Trennungsschmerz, einige Zeit später möchte auch Hélène zu Edouard zurückkehren.
Die beiden treffen sich und unternehmen ein Picknick. In einem einfachen Hotel übernachten die beiden. Als Edouard aufsteht, geht er zuerst in die Bar des Hotels und betätigt die Jukebox. Dann tanzt er mit der Barkeeperin.

## Veröffentlichung
Premiere des Films war im August 1960 in Locarno, und er kam am 20. Januar 1961 in die französischen Kinos.

## Kritik
„Turbulente, überdrehte, reichlich respektlose Komödie; eine Mischung aus Slapstick, derben Boulevardtheater-Zoten und oberflächlich bleibenden Anleihen beim Stil der ‚nouvelle vague‘.“